# Anna Christie (pel·lícula de 1930)
Anna Christie és una pel·lícula estatunidenca de Clarence Brown estrenada el 1930. «Garbo parla!» van anunciar els anuncis de la pel·lícula. Anna Christie és la primera pel·lícula parlada de Greta Garbo. La seva primera frase (intervenint després de 16 minuts de pel·lícula) «Dona'm un whisky i, a més, un ginger-ale. I posam-en molt, petit» es va fer famosa. Fet habitual en aquell temps, va ser rodada una versió en alemany, dirigida per Jacques Feyder i destinada al públic europeu.

## Argument
Han passat 15 anys d'ençà que Chris ha enviat Anna (de 5 anys) a viure amb uns parents a St. Paul, i ara torna. Anna necessita quedar-se i Chris mou Marthy de la seva barcassa. Una nit, anant costa avall, rescaten 3 supervivents d'un enfonsament de vaixells. Un gran i fort escocès, anomenat Mat, agafa simpatia per Anna i se'n van a Illa Coney quan tornen a terra. Mat decideix que es casarà amb Anna però Chris diu que no - com Anna. Tots els membres masculins de la família de Chris han mort a la mar i Chris vol que Anna tingui fills i una casa a terra. Això causa fricció entre Chris i Mat, i Anna els explica la veritat sobre la seva vida desgraciada a Minnesota i el secret que ha estat guardant.

## Repartiment
- Greta Garbo: Anna Christie
- Charles Bickford: Matt Burke
- George F. Marion: Chris Christofferson
- Marie Dressler: Marthy Owens
- James T. Mack: Johnny, l'arpista
- Lee Phelps: Larry

## Nominacions[calcitació]
- 1930. Oscar al millor director per Clarence Brown
- 1930. Oscar a la millor actriu per Greta Garbo
- 1930. Oscar a la millor fotografia per William H. Daniels